# Бреганце
Бреганце (итал. Breganze) — коммуна в Италии, располагается в провинции Виченца области Венеция.
Население составляет 8315 человек (на 2004 г.), плотность населения составляет 370 чел./км². Занимает площадь 21 км². Почтовый индекс — 36042. Телефонный код — 0445.
В коммуне 15 августа особо празднуется Успение Пресвятой Богородицы.